# Taiko Hirabayashi
Taiko Hirabayashi (平林 たい子 Hirabayashi Taiko, 3 octobre 1905 - 17 février 1972) est le nom d'auteur d'une écrivaine japonaise dont le nom véritable est Tai Hirabayashi.

## Biographie
Hirabayashi décide à l'âge de 12 ans de devenir écrivaine et développe également un intérêt pour le socialisme à un jeune âge. Après obtention de son diplôme de l'école supérieure de femmes de Suwa en 1922, elle s'installe à Tokyo et se met en ménage avec l'anarchiste Yamamoto Toshio. Ils se rendent ensemble en Corée mais en reviennent au bout d'un mois. Ils sont arrêtés dans la confusion et la répression consécutives au séisme de 1923 de Kantō et libérés à la condition de quitter Tokyo. Elle déménage finalement en Mandchourie et donne naissance dans un hôpital de Dalian, mais l'enfant meurt de malnutrition au bout de 24 jours. Sur la base de cette expérience personnelle, elle écrit la nouvelle Dans l'hôpital de la Charité, qui l'établit comme écrivaine de littérature prolétarienne
Taiko Hirabayashi épouse le romancier et critique littéraire Kobori Jinji en 1927 mais en divorce en 1955 après avoir découvert qu'il a un enfant illégitime. En 1946, elle remporte la première édition du prix de littérature féminine avec Kou iu onna.
Après la guerre, elle peut être considérée comme un écrivain de la « littérature Tenko » (littérature basée sur sa propre apostasie politique). Elle est aussi connue pour être membre du parti social-démocrate.
Ses écrits sont souvent calqués sur sa propre vie ou sur des auteurs contemporains, mais elle produit également divers essais et commentaires sociaux. Pendant la guerre, après avoir reçu l'aide d'un joueur nommé Ishiguro Seiichi (石黒政一), son intérêt se porte vers le monde des yakuza et elle écrit également des romans animés d'un esprit chevaleresque, comme Kokusatsu (黒札)、Chitei no Uta (地底の歌) et Nagurareru Aitsu(殴られるあいつ). En 1967, elle est lauréate du 7e prix de littérature féminine avec Himitsu.
Elle reçoit le Nihon geijutsuin shou (日本芸術院賞) à titre posthume et le prix Taiko Hirabayashi est créé en son honneur.
Il existe un musée mémorial Taiko Hirabayashi dans la ville de Suwa, préfecture de Fukushima.

## Ouvrages
- Azakeru (嘲る, 1927) - Dérision in Dérision : autofictions, Editions iXe, 2021
- Seryôshitsu ni te (施療室にて, 1928) - A l'hospice in Dérision : autofictions, Editions iXe, 2021
- Shussen ni te (1946) - Journal de la fin de la guerre
- Hitori yuku (一人行く, 1946) - Je marche seul
- Mekura chûgokuhei (1946) - Les soldats chinois aveugles in Les Ailes La Grenade Les Cheveux blancs et douze autres récits (1945-1960), Editions Picquier, 1986
- Kishi mojin (1946) - Kishimojin in Dérision : autofictions, Editions iXe, 2021
- Kau iu onna (かういふ女, 1946) - Ce Genre de femme
- Watashi ha ikiru (私は生きる, 1947) - Je veux vivre
- Kokusatsu (黒札) - Notes noires
- Chitei no uta (地底の歌, 1948) - Chant du monde souterrain
- Jinsei jikken (1948) - A Life Experiment
- Hito no inochi (1950) - la Vie d'un homme
- Nagurareru aitsu (殴られるあいつ) - L'Homme battu
- Onigo bojin (鬼子母神) -
- Sabaku no hana (砂漠の花, 1957) - Fleurs dans un désert
- Sono hito to tsuma (その人と妻) - L'Homme et sa femme
- Erudorado Akarushi (エルドラド明るし)
- Fumou (1962) - Stérilité
- Kuroi Nenrei (1963) - L'Âge sombre
- Himitsu (秘密, 1967) - Secrets

### Traduit en français
- Les Ailes, la Grenade, les Cheveux blancs : Et douze autres récits 1945-1960, coll. Nouvelles Japonaises, Picquier, 1986, 256 pp.,  (ISBN 2876220016)
- Dérision : autofictions, iXe, 2021, 104 pages, présentation éditeur.

## Source de la traduction
- (en) Cet article est partiellement ou en totalité issu de l’article de Wikipédia en anglais intitulé « Hirabayashi Taiko » (voir la liste des auteurs).